# Cailee Spaeny
Cailee Spaeny est une chanteuse et actrice américaine, née le 24 juillet 1998 à Springfield (Missouri),.

## Biographie
Cailee Spaeny commence sa carrière sur les planches, au théâtre ou comme chanteuse de pop.
Elle participe durant son adolescence à de nombreuses pièces avec le Springfield Little Theater, jouant notamment le rôle d'Ariel dans La Petite Sirène au cours de la saison 2013-2014.
Son premier single Fallin est publié sur iTunes en 2016.
En septembre 2016, elle décroche un premier rôle majeur au grand écran, dans le film de science-fiction Pacific Rim Uprising de Steven S. DeKnight (2018).
En 2023, elle obtient la reconnaissance internationale en incarnant Priscilla Presley dans le film Priscilla de Sofia Coppola. Pour ce rôle, elle reçoit la Coupe Volpi de la meilleure interprétation féminine à la Mostra de Venise de la même année.

## Filmographie

### Longs métrages
- 2018 : Pacific Rim: Uprising de Steven S. DeKnight : Amara Namani
- 2018 : Sale temps à l'hôtel El Royale (Bad Times at the El Royale) de Drew Goddard : Rose Summerspring
- 2018 : Une femme d'exception (On the Basis of Sex) de Mimi Leder : Jane Ginsburg
- 2018 : Vice de Adam McKay : Lynne Cheney à 17 ans
- 2020 : The Craft : Les Nouvelles sorcières (The Craft: Legacy) de Zoe Lister-Jones : Lilith « Lily » Schechner
- 2021 : How It Ends de Zoe Lister-Jones et Daryl Wein (en) : Liza (jeune)
- 2023 : Priscilla de Sofia Coppola : Priscilla Presley
- 2024 : Civil War d'Alex Garland : Jessie Cullen
- 2024 : Alien: Romulus de Fede Álvarez : Rain Carradine
- 2025 : Wake Up Dead Man: A Knives Out Mystery de Rian Johnson : Simone Viviane[6]
- 2026 : Alien: Romulus 2 : Rain Carradine

### Court métrage
- 2016 : Counting to 1000 de Josh Pfaff[7]: Erica
- 2019 : The All-American Rejects : Send Her to Heaven de Parker Croft : Molly
- 2022 : Unlimited World de Peter Falls : Lars

### Séries télévisées
- 2020 : Devs : Lyndon (8 épisodes)
- 2021 : Mare of Easttown : Erin McMenamin (5 épisodes)
- 2022 : The First Lady : Anna Eleanor Roosevelt (7 épisodes)

## Distinctions

### Récompense
- Mostra de Venise 2023 : Coupe Volpi de la meilleure interprétation féminine pour Priscilla

### Nomination
- Golden Globes 2024 : Meilleure actrice dans un film dramatique pour Priscilla